# Hinsdorf
Hinsdorf is een plaats en voormalige gemeente in de Duitse deelstaat Saksen-Anhalt, en maakt deel uit van de Landkreis Anhalt-Bitterfeld.
Hinsdorf telt 535 inwoners.